# Ли, Роулэнд
Роулэнд В. Ли (англ. Rowland V. Lee; 6 сентября 1891[…], Финдли, Огайо — 21 декабря 1975[…], Палм-Дезерт, Калифорния) — американский режиссёр, сценарист и продюсер, наиболее известный по фильмам «Граф Монте-Кристо» (1934), «Любимец Нью-Йорка» (англ. The Toast of New York) (1937), «Башня смерти» (англ. Tower of London) и «Сын Франкенштейна» (оба — 1939), а также «Сын Монте-Кристо» (1940).

## Биография
Ли учился в Колумбийском университете и служил в пехоте во время Первой мировой войны.
Его старший брат — сценарист Роберт Нельсон Ли.
Режиссёр ушёл на покой в 1945 году после съёмок пиратского фильма «Капитан Кидд», хотя незадолго до этого заявлял о своих планах сделать историческую картину по мотивам биографии Робеспьера.
C 1924 до самой своей смерти в декабре 75-го он был женат на Элеанор Уортингтон.

## Фильмография
- 1920 — Тысяча к одному / англ. A Thousand to One[7]
- 1921 — Слепые сердца / Blind Hearts
- 1921 — Морской лев / The Sea Lion[8]
- 1921 — What Ho, the Cook
- 1922 — Человек, сотворивший сам себя / A Self-Made Man
- 1923 — Элис Адамс / Alice Adams
- 1923 — Дезире / Desire
- 1923 — Gentle Julia
- 1924 — In Love with Love
- 1925 — Опустошение / Havoc
- 1926 — The Outsider
- 1926 — The Silver Treasure
- 1927 — Колючая проволока / Barbed Wire
- 1928 — Три грешника / Three Sinners
- 1928 — Секретный час / The Secret Hour
- 1928 — Судный день / Doomsday
- 1928 — Возлюбленные актрисы / Loves of an Actress
- 1928 — Первый поцелуй / The First Kiss
- 1929 — The Wolf of Wall Street
- 1929 — Опасная женщина / A Dangerous Woman
- 1929 — Таинственный доктор Фу Манчу / The Mysterious Dr. Fu Manchu[9]
- 1930 — Армейский парад / Paramount on Parade
- 1930 — Возвращение доктора Фу Манчу / The Return of Dr. Fu Manchu[10]
- 1930 — Дамы любят негодяев / Ladies Love Brutes
- 1930 — Человек из Вайоминга / A Man from Wyoming
- 1930 — Galas de la Paramount
- 1930 — Derelict[11][12]
- 1931 — Властный голос / The Ruling Voice
- 1931 — Виновное поколение / The Guilty Generation
- 1932 — Та ночь в Лондоне / That Night in London
- 1933 — Зоопарк в Будапеште / Zoo in Budapest[13]
- 1933 — Я Сюзанна! / I Am Suzanne!
- 1934 — Граф Монте-Кристо / The Count of Monte Cristo
- 1934 — Gambling
- 1935 — Кардинал Ришельё / Cardinal Richelieu
- 1935 — Три мушкетёра / The Three Musketeers[14]
- 1936 — Одним дождливым днём / One Rainy Afternoon[15]
- 1937 — Любовь незнакомца / Love from a Stranger
- 1937 — Любимец Нью-Йорка / The Toast of New York
- 1938 — Цыплята матушки Кэри / Mother Carey’s Chickens
- 1938 — Сервис класса «люкс» / Service de Luxe
- 1939 — Сын Франкенштейна / Son of Frankenstein
- 1939 — The Sun Never Sets
- 1939 — Башня смерти / Tower of London
- 1940 — Сын Монте-Кристо / The Son of Monte Cristo
- 1942 — Powder Town
- 1944 — Мост короля Людовика Святого / The Bridge of San Luis Rey
- 1945 — Капитан Кидд / Captain Kidd[4]
- 1966 — Сын Франкенштейна / The Son of Frankenstein — короткометражка